# Teorema di Dinostrato

In geometria, il teorema di Dinostrato descrive una proprietà della trisettrice di Ippia (quadratrice) che permette di risolvere il problema della quadratura del cerchio, se la curva può essere utilizzata in aggiunta a riga e compasso. Il teorema prende nome dal matematico greco Dinostrato che lo dimostrò intorno al 350 a.C.
Il teorema afferma che la quadratrice divide uno dei lati del suo quadrato associato in un rapporto di {\displaystyle 2:\pi }.
Non tutti i punti sulla quadratrice possono essere costruiti solo con cerchio e compasso, ma solo un sottoinsieme denso. In particolare non si può costruire l'esatto punto nel quale la quadratrice incontra il lato del quadrato. Per questo motivo, l'approccio di Dinostrato non può essere considerato una soluzione "valida" al problema classico della quadratura del cerchio. 